# Мелетій II Константинопольський
Мелетій II — Патріарх Константинопольський, який народився в Тенедосі.
З 1750 по 1768 рік він був митрополитом Лариси, а після відставки Самуеля Гандзеріса був обраний вселенським Вселенським патріархом.
Його патріархат тривав лише кілька місяців і його характеризують як «найнещаснішого з патріархів XVIII сторіччя». На його долю випало багато пригод через російсько-турецьку війну, яка тоді вирувала. Під час повстання 1769 року його було усунено з престолу та заслано до Мітилени. У 1775 році, з дозволу султана Мустафи III, він повернувся в Тенедос, а в 1777 році в Константинополь, де помер без грошей.